# جيوفاني باتيستا زوبي
جيوفاني باتيستا زوبي (مواليد 1590 وتوفي في 1650) وهو فلكي وعالم رياضيات وراهب إيطالي. ولد في كاتنزارو سنة 1590 وكان أول من اكتشف سنة 1639 بأن عطارد له طور كوكبي مثل القمر والزهرة.كما شرح مداره حول الشمس وكان ذلك بعد 30 سنة من تصميم تلسكوب جاليليو جاليلي.